# 聚砜

聚砜的重复单元

聚砜（英語：polysulfone）指的是结构中有烃基-SO2-烃基结构单元的一类热塑性聚合物材料。这类聚合物材料以其良好的韧性和高温下的稳定性闻名。1965年，美国联合碳化物首先将聚砜生产工业化，由于原材料成本较高，加工较难，聚砜一般用于对材料要求十分苛刻的用途，也是聚碳酸酯的高级代用品。

## 生产
典型的聚砜由苯二酚和双(4-氯苯)砜反应，脱去氯化钠，生成聚醚
n HOC6H4OH  +  n (ClC6H4)2SO2  +  n Na2CO3  →   [OC6H4OC6H4SO2C6H4]n  +  2n NaCl  +  n H2O  +  n CO2
常用的二酚还可以是双酚A，氢醌等。这一逐步聚合反应需要很高纯度的单体，以达到高分子量产物。

## 化学和物理性质
聚砜具有刚性，高强度，透明性，并且可以在零下100°C到150°C之间保持这些性质。它还具有很好的尺寸稳定性，暴露在沸水或150°C的蒸气中后，长度变化仍小于0.1%。其玻璃化转变温度为185°C。
聚砜抗酸、碱和电解质的腐蚀，也抗氧化，故可以用漂白剂进行清洗。它也抗表面活性剂和烃类溶剂，但会在酮类、卤代烷和芳香烃类中溶解。机械方面，聚砜具有高的抗冲击性质，因此可以用于制造耐压器具。

## 应用

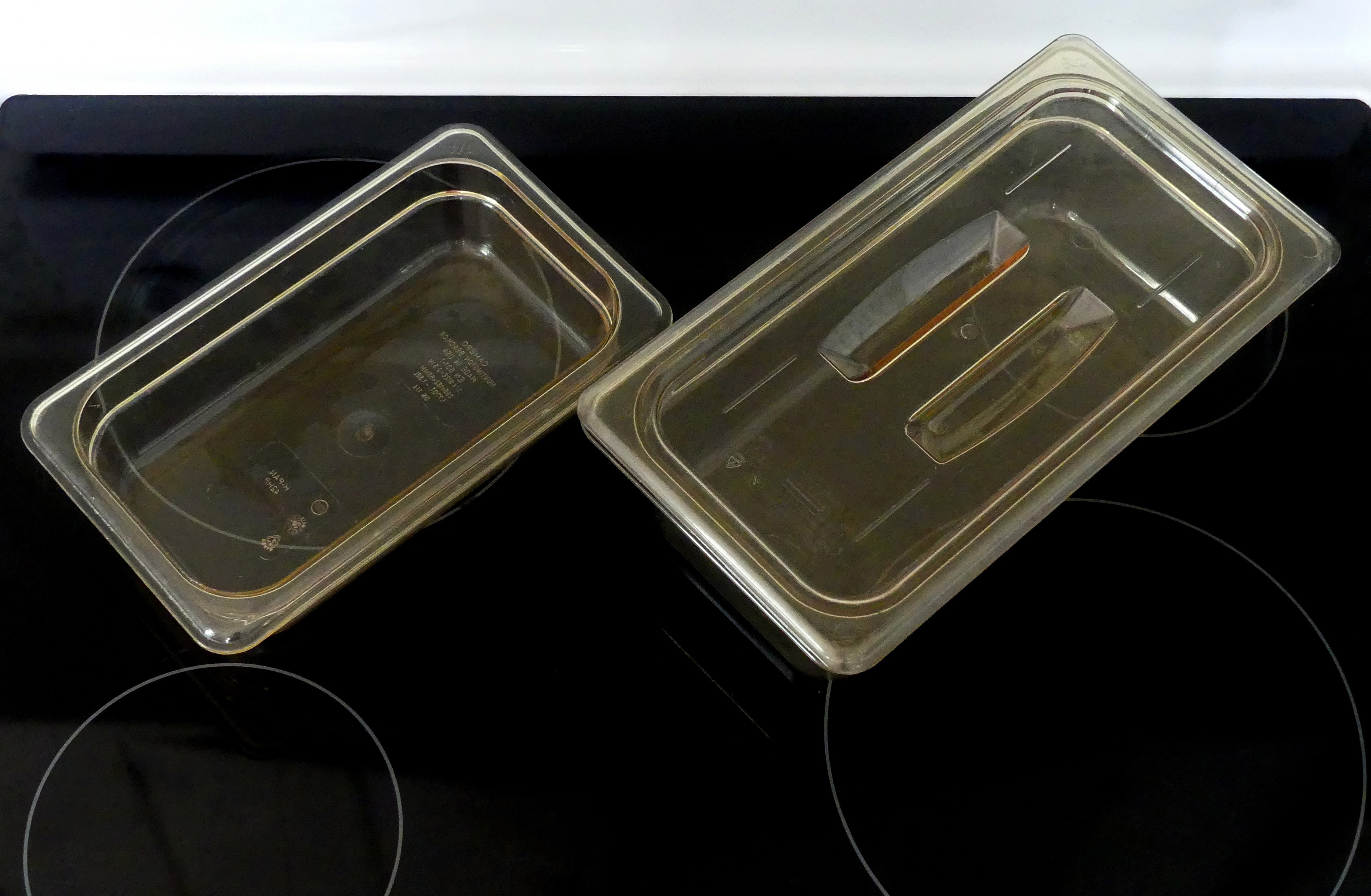
由聚砜制成的食品托盘

索尔维特种聚合物、巴斯夫和PolyOne Corporation都有聚砜的商业产品。聚砜可以做复合材料的基体，玻璃纤维和聚砜组成的复合材料可以达到两倍于聚砜的拉伸强度和三倍的杨氏模量。阿波罗计由聚合的宇航员在月球探险过程中所穿的空间服的镀金部分的主体就是聚砜。聚砜可以用于介电材料。
聚砜可以和其他聚合物形成共聚物。最近有聚砜链段的的聚醚砜已经成为新兴的高延展性质子交换膜，应用在燃料电池中聚醚砜材料在应用上的最大挑战是提高其化学稳定性。在氧化性的环境中，聚醚砜中的砜基团会被氧化脱去，整个主链也会发生断裂。研究者已经提出了断裂的机理。